# شهرستان کیرینسکی
شهرستان کیرینسکی (به لاتین: Kyrinsky District) یک شهرستان در روسیه است که در سرزمین زابایکالسکی واقع شده‌است.